# Curentul
Curentul este un ziar din România. A fost lansat la București în octombrie 1997 în serie nouă, cotidianul apărând pentru prima dată în 1928. Colegiul director al publicației era format din Anton Uncu, Cristian Antonescu, Corneliu Vlad, George Nicolescu, Gilda Lazăr, Igor Butnaru și Ioan Timofte.Redactori-șefi adjuncți și șefi de departamente, în perioada 1997-2003: Dănuț Ungureanu, George Stoica, Rodica Sărmaș Furnea, Constantin Rudnitchi, Ferenc Vasas, Gheorghe Călin, Florin Firică. În decembrie 2009), Mirela Iacob ocupa funcția de director general al ziarului, în timp ce Iulia Nueleanu era redactor-șef al publicației.

## Istoric
Ediția care a apărut în 1928 a fost fondată și condusă de Pamfil Șeicaru, iar ziarul avea sediul în strada Eforie din București. Publicația avea orientare de dreapta sau, uneori, de extremă dreaptă. Pamfil Șeicaru se specializase în campanii dure împotriva unor puternice societăți industriale, bancare, comerciale, care, pentru a potoli furia jurnaliștilor, plăteau sume importante de bani. Ziarul a reușit să-și construiască într-un timp scurt un sediu impunător și să achiziționeze o tipografie modernă. În perioada dintre războaie circula o vorbă referitoare la Palatul ziarului „Curentul”, „Șantajul și etajul”. Vorba se referea la fondurile din care Șeicaru își construise impunătorul sediu de ziar. Între anii 1932 - 1938, Pamfil Șeicaru a fost deputat în Parlamentul României, timp de două legislaturi.
În februarie 2007, cotidianul Curentul, care în 2006 reușea să vândă doar 4.000 de copii pe ediție, s-a reconvertit într-unul gratuit. Tot atunci și-a schimbat și formatul, din broadsheet în compact. În prima sa lună de gratuitate, tirajul Curentul a sărit la 125.000 de exemplare pe ediție și a urcat până la 150.000 de copii, în iunie 2008.